# إيرمان يلدرم
إيرمان يلدرم (بالتركية: Erman Yıldırım)‏ هو لاعب كرة قدم تركي في مركز الدفاع، ولد في 26 فبراير 1983 في إزمير في تركيا. شارك مع منتخب تركيا تحت 17 سنة لكرة القدم ومنتخب تركيا تحت 20 سنة لكرة القدم. أما مع النوادي، فقد لعب مع أضنة دمير سبور وأنطاليا سبور ونادي بلدية آكهيسار سبور ونادي فنربخشة ويني ملطية سبور.

## وصلات خارجية
- إيرمان يلدرم على موقع اتحاد تركيا (لاعب) (الإنجليزية)
- إيرمان يلدرم على موقع قاعدة بيانات كرة القدم.إي يو (الإنجليزية)
- إيرمان يلدرم على موقع عالم كرة القدم.نت (الإنجليزية)